# 테슬라 모델 3
테슬라 모델 3는 미국 테슬라가 생산하는 4도어 컴팩트 세단 전기차다. 2016년 3월 31일 발표되었다.

## 주문폭주
한 번 충전으로 548 km를 달린다(하이랜드 롱레인지 기준). 전기차가 이렇게 장거리를 달릴 수는 없었다. 기존 전기차 보다 2배 정도 더 달린다. 2016년 4월 7일 기준 140억 달러(16조 2천억원)어치인 325,000대의 주문예약을 받았다. 퍼포먼스 모델의 경우 제로백이 3.4초다. 대한민국에서는 2019년 8월 공식 출시고 인도는 11월부터 시작 되었다.

## 가격
모델 3의 가격은 35,000달러(약 4,000만 원)으로, 미국에서 세제 혜택 등으로 제공되는 정부 보조금은 약 7,500 달러(860만 원) 수준이다. 한국의 보조금은 최대 1900만원(2017년기준으로 2018년 현재 최대 1700만원)이다.

## 배터리

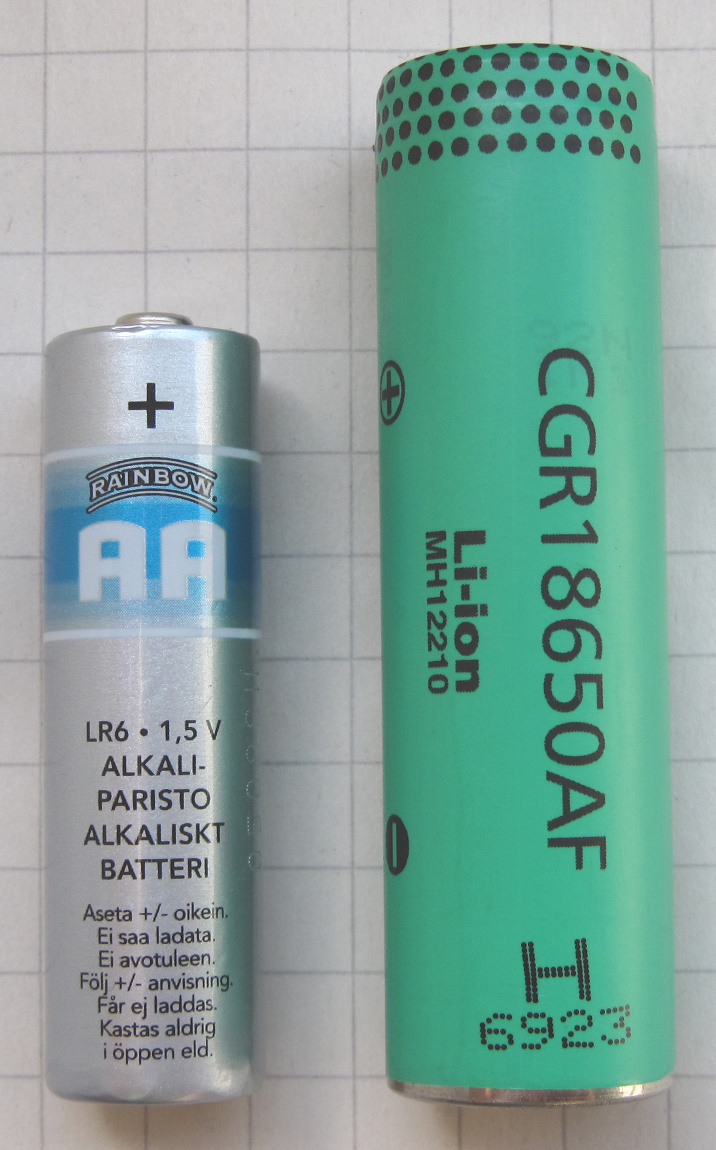
AA 배터리와 18650 배터리

휴대폰 보조 배터리, 필립스 전기면도기, 손전등 등에 흔히 쓰이는 18650 배터리를 7천개 사용했지만 현재는 파나소닉의 50kwh~ 70kwh급 21700(지름이 더 크다) 리튬이온 배터리로 교체되었다. 기존의 전기차 배터리와는 달리, 21700 배터리를 패키지화해서 차 밑바닥에 납작하게 깔았다. 원통형 배터리는 2000년 초반부터 세계에서 가장 흔한 배터리가 됐으며, 가격뿐만 아니라 안정성과 수급 문제도 전혀 없다. 충전은 20~80프로 사이를 유지하는게 좋다고 하지만 테슬라에서는 90까지도 문제없다고 밝힌바 있다. 100프로 풀 충전은 배터리 건강에 좋지 않다고 한다. 옥션 등 인터넷 오픈마켓에 수많은 메이커, 가격대의 18650 배터리를 판다.

## 생산공장
테슬라는 판매량을 올해 약 85,000 대에서 2020년까지 50만 대 수준으로 늘릴 계획이다.
- 미국 : 기가팩토리 (프리몬트)
- 중국 : 기가팩토리 (상하이)

## 같이 보기
- 쉐보레 볼트
- BMW i3
- 테슬라 (기업)